# 몰타 프리미어리그
몰타 프리미어리그는 몰타의 축구 대회 중 최상위 리그이다. 현재는 공식 스폰서인 발레타은행(Bank of Valletta)의 이름을 따서 BOV 프리미어리그라고 부른다. 이 리그는 1909년에 처음 시작되었다. 현재 몰타의 축구 리그는 프리미어리그 아래에 챌린지리그, 아마추어리그까지 총 세 개의 리그가 존재한다.
1979년까지는 몰타의 최상위 리그는 1부 리그라고 불렸다. 그러나 1980년에 리그를 개편한 이후로 프리미어리그라 명칭을 변경하였다.
리그는 홈 앤 원정 방식으로 총 24라운드를 치르게 된다. 24라운드의 결과 상위 여섯 팀이 챔피언을 결정하기 위한 풀을 구성하여 10라운드를 더 치러 1~6위 팀을 결정하게 된다. 하위 네 팀은 강등될 두 팀을 결정하기 위해 6라운드 경기를 더하여 강등팀을 결정하게 된다.
리그 우승 팀은 UEFA 챔피언스리그 예선 1라운드에 진출하게 되고, 2~3위 팀과 몰타 FA 트로피 우승 팀은 UEFA 유로파콘퍼런스리그에 진출하게 된다.

## 2020-21 시즌 클럽팀
- 발찬 FC
- 비르키르카라 FC
- 플로리아나 FC
- 구디아 유나이티드 FC
- 그지라 유나이티드 FC
- 함룬 스파르탄스 FC
- 하이버니언스 FC
- 리야 아틀레틱 FC
- 모스타 FC
- 산타 루치야 FC
- 셍글레아 아틀레틱 FC
- 사이런스 FC
- 슬리마 원더러스 FC
- 타르신 레인보우 FC
- 발레타 FC
- 제이툰 코린티안스 FC